# Lietuvos Lyga 1937-1938
L'edizione 1937-1938 del Lietuvos Lyga fu la 17ª del massimo campionato di calcio lituano; il campionato fu vinto dal KSS Klaipeda, giunto al suo sesto titolo.

## Formula
Il numero di squadre salì fino a 10 che si incontrarono in gare di andata e ritorno per un totale di 18 incontri per squadra. Erano assegnati due punti alla vittoria, un punto al pareggio e zero per la sconfitta.

## Classifica finale
|  | Pos. | Squadra           | Pt | G  | V  | N | P  | GF | GS | DR  |
|  | ---- | ----------------- | -- | -- | -- | - | -- | -- | -- | --- |
|  | 1.   | KSS Klaipeda      | 26 | 18 | 12 | 2 | 4  | 54 | 20 | +34 |
|  | 1.   | LGSF Kaunas       | 26 | 18 | 12 | 2 | 4  | 43 | 18 | +25 |
|  | 3.   | Svyturys Klaipeda | 24 | 18 | 11 | 2 | 5  | 34 | 20 | +14 |
|  | 4.   | Kovas Kaunas      | 23 | 18 | 9  | 5 | 4  | 44 | 24 | +20 |
|  | 5.   | MSK Kaunas        | 21 | 18 | 7  | 7 | 4  | 36 | 25 | +11 |
|  | 6.   | LFLS Kaunas       | 20 | 18 | 8  | 4 | 6  | 34 | 22 | +12 |
|  | 7.   | CJSO Kaunas       | 16 | 18 | 7  | 2 | 9  | 30 | 30 | +0  |
|  | 8.   | Makabi Kaunas     | 13 | 18 | 5  | 3 | 10 | 25 | 45 | -20 |
|  | 9.   | JSO Kybartai      | 6  | 18 | 2  | 2 | 14 | 15 | 60 | -45 |
|  | 10.  | Sakalas Šiauliai  | 5  | 18 | 2  | 1 | 15 | 15 | 66 | -51 |

### Spareggio per il titolo
| Squadra 1    | Risultato | Squadra 2   |
| ------------ | --------- | ----------- |
| KSS Klaipeda | 3 - 1     | LGSF Kaunas |